# Campionat del Món de Trial 2017
|  | Per al campionat del món en pista coberta d'aquell any, vegeu Campionat del Món de X-Trial 2017 |

La temporada de 2017 del Campionat del Món de trial fou la 43a edició d'aquest campionat, organitzat per la FIM. El calendari oficial constava de 10 proves puntuables, celebrades entre el 14 de maig i el 17 de setembre. 2 de les proves programades es disputaren als Països Catalans: el Gran Premi d'Espanya a Camprodon (Ripollès), prova inaugural el 14 de maig, i el Gran Premi d'Andorra a Sant Julià de Lòria el 18 de juny. Aquella temporada, per analogia amb els campionats equivalents de MotoGP i MXGP, el mundial de trial començà a anomenar-se també TrialGP.
Toni Bou va guanyar l'onzè dels seus 18 campionats mundials a l'aire lliure (a data de 2024). El subcampió fou un cop més Adam Raga, en el seu segon any amb la TRRS. Jaime Busto, company de Bou a l'equip de Montesa, fou el tercer classificat i Jeroni Fajardo el quart amb la Vertigo. Takahisa Fujinami tornà a ocupar el cinquè lloc final, posició habitual en ell, mentre que James Dabill, que havia deixat Vertigo en fitxar per Gas Gas, fou sisè.
Una vegada més, totes les proves puntuables les van guanyar catalans: Toni Bou, vuit i Adam Raga les altres dues. Un total de set catalans es van classificar aquell any entre els catorze primers.

## Sistema de puntuació
Barem de puntuació a partir de 1984:
| Posició | 1  | 2  | 3  | 4  | 5  | 6  | 7 | 8 | 9 | 10 | 11 | 12 | 13 | 14 | 15 |
| Punts   | 20 | 17 | 15 | 13 | 11 | 10 | 9 | 8 | 7 | 6  | 5  | 4  | 3  | 2  | 1  |

## Calendari
| Ronda | Data           | Gran Premi    | Lloc                | Guanyador |
| ----- | -------------- | ------------- | ------------------- | --------- |
| 1     | 14 de maig     | Espanya       | Camprodon           | Toni Bou  |
| 2     | 27 de maig     | Japó          | Twin Ring Motegi    | Toni Bou  |
| 3     | 28 de maig     | Japó          | Twin Ring Motegi    | Toni Bou  |
| 4     | 18 de juny     | Andorra       | Sant Julià de Lòria | Adam Raga |
| 5     | 25 de juny     | França        | Lorda               | Toni Bou  |
| 6     | 9 de juliol    | Gran Bretanya | Tong                | Toni Bou  |
| 7     | 29 de juliol   | Estats Units  | Kingman             | Toni Bou  |
| 8     | 30 de juliol   | Estats Units  | Kingman             | Toni Bou  |
| 9     | 10 de setembre | Txèquia       | Sokolov             | Adam Raga |
| 10    | 17 de setembre | Itàlia        | Pietramurata        | Toni Bou  |

## Classificació final

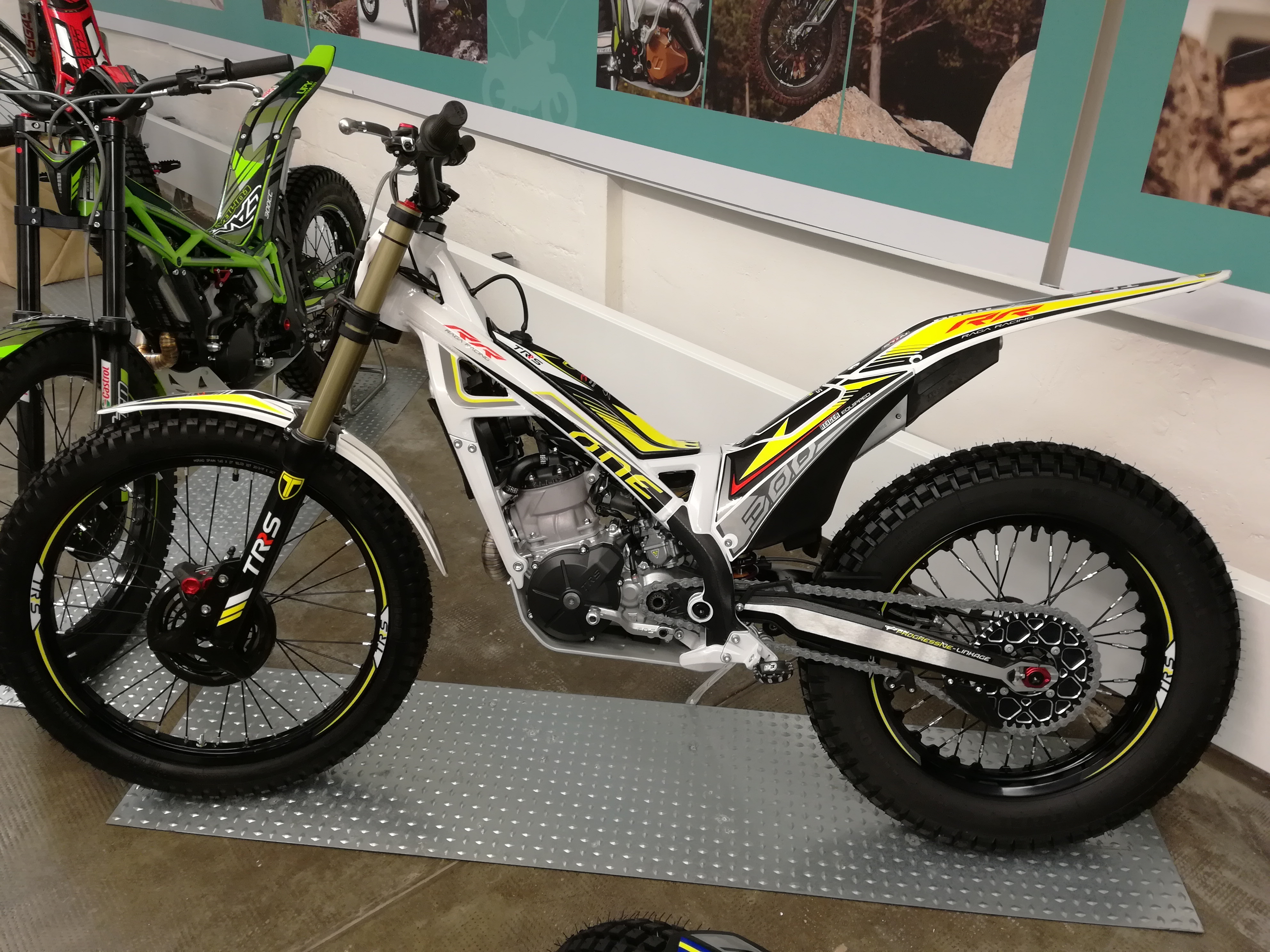
La TRRS One "Raga Racing" del 2017, rèplica de la del subcampió

| Posició | Pilot             | Motocicleta | Punts |
| ------- | ----------------- | ----------- | ----- |
| 1       | Toni Bou          | Montesa     | 192   |
| 2       | Adam Raga         | TRRS        | 164   |
| 3       | Jaime Busto       | Montesa     | 133   |
| 4       | Jeroni Fajardo    | Vertigo     | 119   |
| 5       | Takahisa Fujinami | Montesa     | 112   |
| 6       | James Dabill      | Gas Gas     | 102   |
| 7       | Albert Cabestany  | Sherco      | 102   |
| 8       | Jorge Casales     | Beta        | 71    |
| 9       | Franz Kadlec      | Gas Gas     | 67    |
| 10      | Matteo Grattarola | Gas Gas     | 57    |
| 11      | Miquel Gelabert   | Sherco      | 54    |
| 12      | Arnau Farré       | Gas Gas     | 31    |
| 13      | Jack Price        | Gas Gas     | 25    |
| 14      | Oriol Noguera     | Gas Gas     | 21    |